# ルクレティア (アルテミジア・ジェンティレスキ、ロサンゼルス)
『ルクレティア』（伊: Lucrezia、英: Lucretia）は、イタリア・バロック期の女性画家アルテミジア・ジェンティレスキが1627年ごろ、キャンバス上に油彩で制作した絵画である。現在、ロサンゼルスのJ・ポール・ゲティ美術館に所蔵されている 。古代ローマの執政官で将軍のルキウス・タルクィニウス・コッラティヌスの妻が自殺する場面を描いたアルテミジアによる3点の絵画のうちの1点で、ほかの2点はミラノの個人コレクションとポツダムのポツダム新宮殿に所蔵されている。また、ナポリのカポディモンテ美術館にも以前アルテミジアに帰属された作品があったが、現在ではマッシモ・スタンツィオーネに帰属されている。

## 来歴
この絵画は、アルテミジアが1620代末にヴェネツィアに滞在した時期の制作であると考えられており、1627年にジョヴァン・フランチェスコ・ロレダン (Giovan Francesco Loredan) が書いた一連の詩はこの作品に言及したものだと思われる。本作は1980年代にカンヌの個人コレクションで特定されるまで記録には記されていない。2021年にJ・ポール・ゲティ美術館に購入された時の価格は知られていないが、2019年には記録となる530万ドルで売却されている。 

## 作品
この絵画は、ティトゥス・リウィウスの『ローマ建国史』 (第1巻57-59節) に記述されている古代ローマの歴史上の女性ルクレティアを表している。陰から浮かび上がるルクレティアは短剣を握り、自身の胸に狙いをつけている。彼女の白い肌、髪の毛に見える真珠、豪華な衣服はすべてこれから起きることと対照的である。伝説によれば、ルクレティアは貴族ルキウス・タルクィニウス・コッラティヌスの貞淑な妻であったが、ローマ王の息子セクストゥス・タルクィニウスに凌辱された。後に彼女は父と夫に復讐を求め、自身の潔白を主張しながら自身を刺殺した。彼女の死による怒りと悲しみが引き起こした反乱で、腐敗した王制ローマは終焉を迎えた。ルクレティアは自由のための殉教者となり、女性の力の象徴となった。彼女の物語は、画家アルテミジアには個人的関連性を持っていた。というのは、彼女もまた若かった時期に性的暴行を経験したからである。

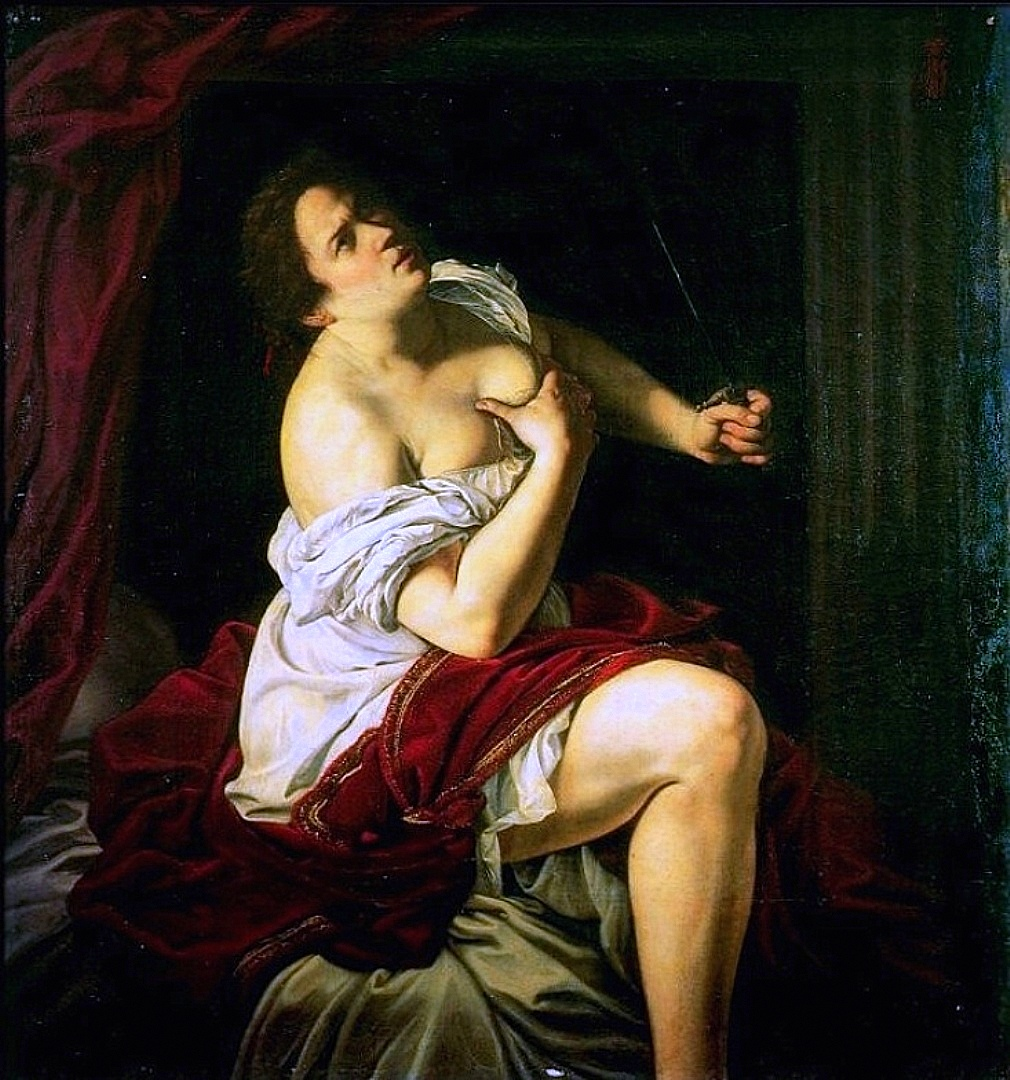
アルテミジア・ジェンティレスキ『』 (1623-1625年)、個人コレクション、ミラノ

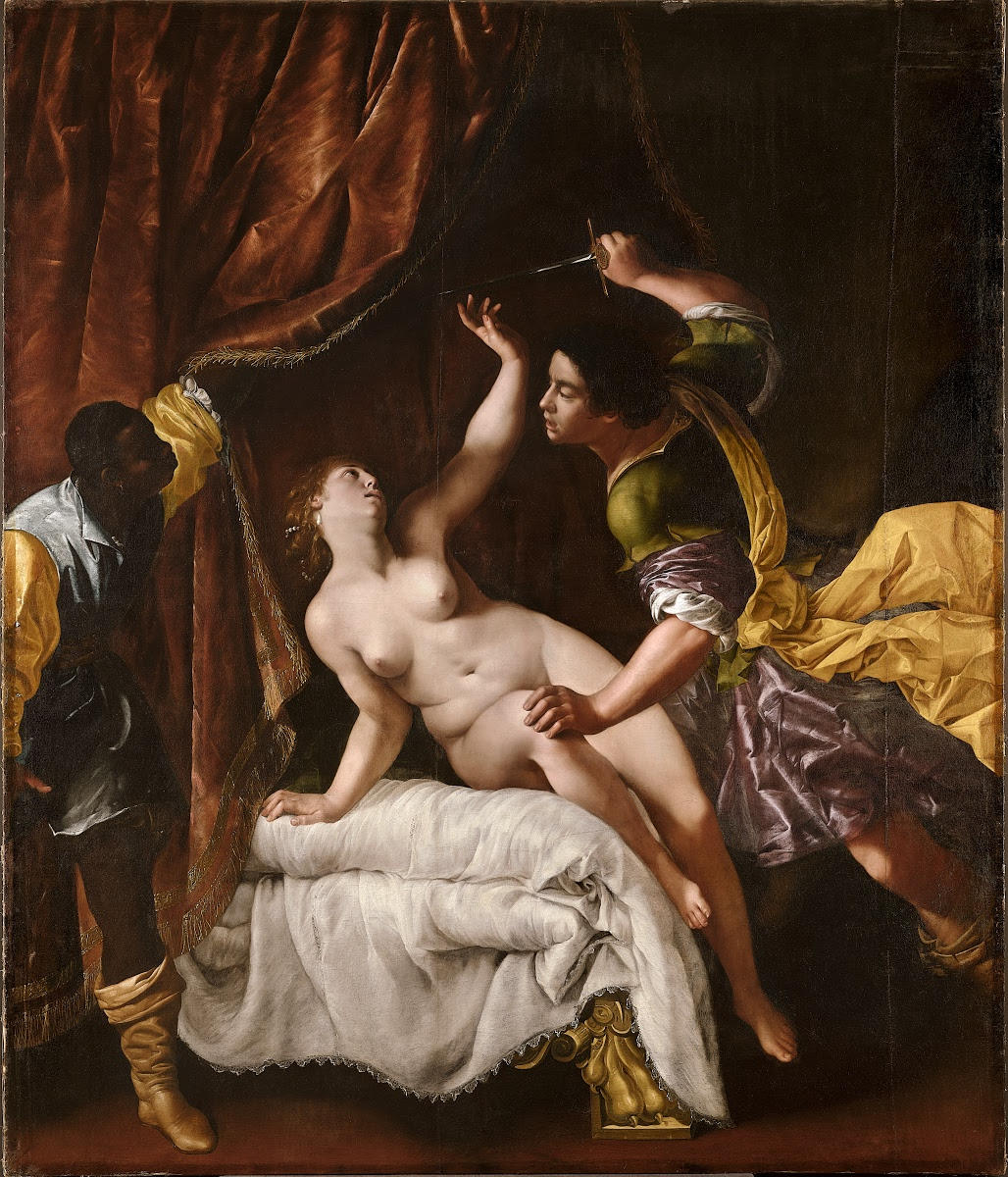
アルテミジア・ジェンティレスキ『』 (1645-1650年ごろ)、ポツダム新宮殿、ポツダム

アルテミジアは自身の作品でしばしば強い女性を描いたが、このようにして男性に支配されていた芸術の世界で、自立し、成功した画家として自身を形成していったのである。彼女は自身の描く女性たちに非常な共感をもってアプローチし、彼女たちの経験を感情的に複雑な絵画として表現した。アルテミジアは生涯で少なくとも4回ルクレティアを描いたが、それらのうち1作を除く現存作品はすべて単身像のルクレティアが自身の胸に短剣を突き刺す直前の姿を表している。上述の1627年にヴェネツィアで書かれた詩の3作は、アルテミジアによるルクレティアの絵画を称賛したものである。詩の作者は特定化されていないが、おそらくジョヴァン・フランチェスコ・ロレダンで、彼はアルテミジアのヴェネツィア滞在 (1626/27-1630年) 中に彼女と交際があった作家、画家、音楽家たちのグループに属していた。本作におけるアルテミジアの優雅で洗練されたヒロインの描写は16世紀ヴェネツィア派絵画との深いかかわりを示唆しており、本作がロレダンの詩で称賛されている作品であるという特定化につながる。 